# Saint-Honoré (Isère)
Saint-Honoré ist eine französische Gemeinde mit 819 Einwohnern (Stand: 1. Januar 2022) im Département Isère in der Region Auvergne-Rhône-Alpes. Sie gehört zum Arrondissement Grenoble und zum Kanton Matheysine-Trièves. Die Einwohner werden Saint-Honorois genannt.

## Geographie
Die Gemeinde Saint-Honoré liegt in den Westalpen, etwa 32 Kilometer südsüdöstlich von Grenoble. Umgeben wird Saint-Honoré von den Nachbargemeinden Villard-Saint-Christophe im Norden, Lavaldens im Nordosten, La Valette im Osten, Nantes-en-Ratier im Südosten und Süden, La Mure im Süden sowie Pierre-Châtel im Westen und Nordwesten. Im Nordosten der Gemeinde wird an der Westflanke des Gipfels Le Tabor mit 2384 m über dem Meer der höchste Punkt des Gemeindegebietes erreicht. Das Areal um den Gipfel gehört zu den westlichen Ausläufern des Oisans-Massivs.

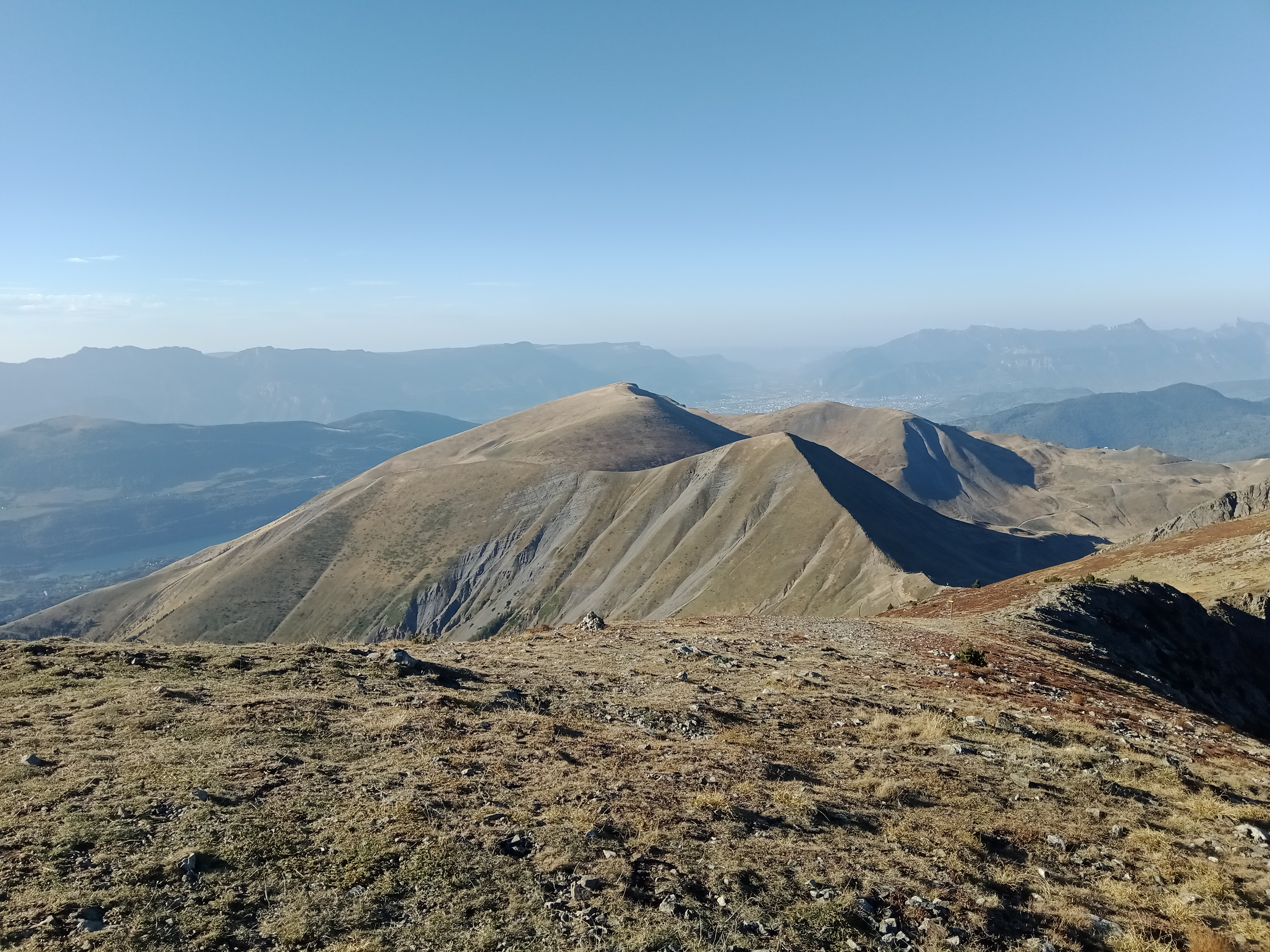
Le Tabor
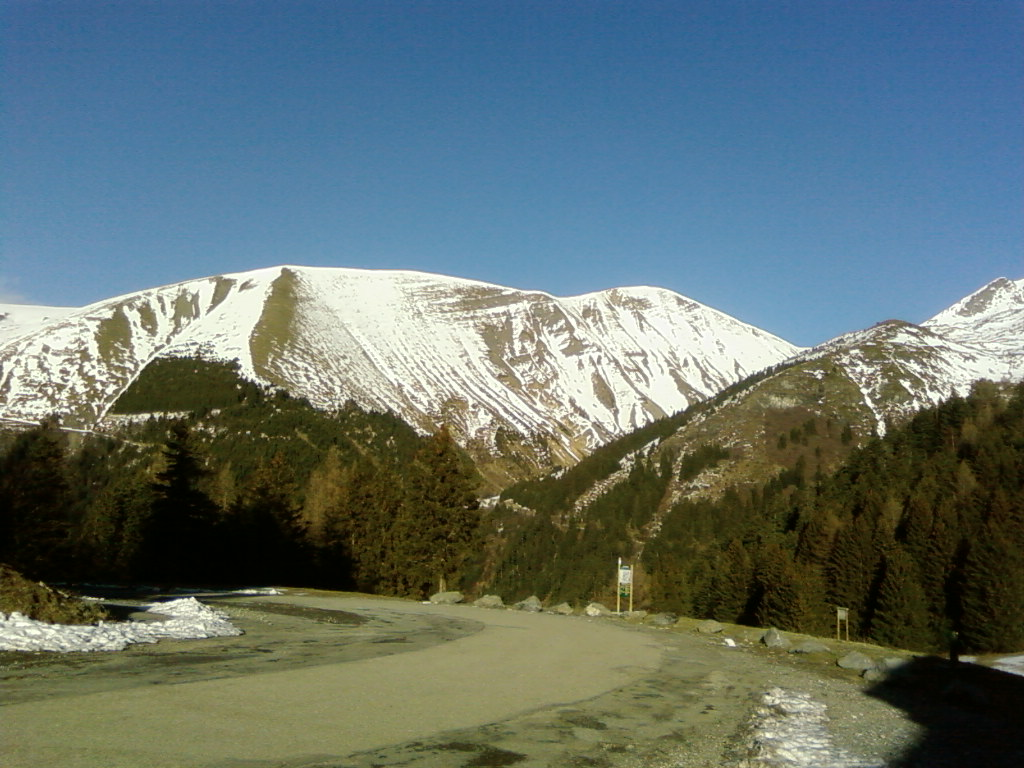
Ehemaliges Skiressort „Saint-Honoré 1500“

## Bevölkerungsentwicklung
| Jahr                       | 1962 | 1968 | 1975 | 1982 | 1990 | 1999 | 2006 | 2013 | 2021 |
| -------------------------- | ---- | ---- | ---- | ---- | ---- | ---- | ---- | ---- | ---- |
| Einwohner                  | 367  | 324  | 387  | 525  | 715  | 779  | 805  | 806  | 809  |
| Quellen: Cassini und INSEE |      |      |      |      |      |      |      |      |      |

## Sehenswürdigkeiten
- Kirche Saint-Honoré
- Kapelle Sainte-Marie-Madeleine im Ortsteil Tors
- Kapelle Saint-Jean-Baptiste et Sainte-Brigitte